# Grand Prix-wegrace van Spanje 1983
De Grand Prix-wegrace van Spanje 1983 was de vijfde race van het wereldkampioenschap wegrace voor motorfietsen in het seizoen 1983. De races werden verreden op 22 mei 1983 op het Circuito Permanente del Jarama nabij Madrid.

## Algemeen
De 70.000 toeschouwers in Spanje kregen spannende races te zien. Was het normaal alleen de 250cc-klasse die spannende races te zien gaf, nu was dat ook zo in de meeste andere klassen, waarbij Kenny Roberts en Freddie Spencer voor het grootste spektakel zorgden. In de 50cc-klasse was Eugenio Lazzarini na deze race al bijna wereldkampioen, maar in de 250cc-klasse werd de lijst van titelkandidaten alleen maar langer. 

## 500cc-klasse
Ron Haslam was in Spanje als eerste weg, terwijl Marco Lucchinelli al in de eerste ronde viel door een geblokkeerd achterwiel. Dat kwam doordat zijn krukas was gebroken. In de tweede ronde nam Freddie Spencer de leiding over, gevolgd door Kenny Roberts. Zij begonnen een gevecht dat de volle 37 ronden zou duren. De eerste twintig ronden volgde Roberts, maar toen ging hij Spencer voorbij en vanaf dat moment wisselden de posities voortdurend, soms wel drie keer per ronde. Na 25 ronden was meer dan de helft van de deelnemers op een ronde gereden. In de laatste ronde moesten Jack Middelburg en Sergio Pellandini worden gelapt. Die werden echter niet door blauwe vlaggen gewaarschuwd en Middelburg had niet door dat Roberts achter Spencer zat. Toen Spencer voorbij was hinderde hij Roberts daardoor en daarmee was de strijd beslist. Spencer en Roberts vatten het echter sportief op. Ze hadden allebei genoten van het gevecht en Roberts feliciteerde Spencer uitbundig. 

### Uitslag 500cc-klasse
| Pos | Coureur             | Merk              | Tijd              | Grid              | Punten |
| --- | ------------------- | ----------------- | ----------------- | ----------------- | ------ |
| 1   | Freddie Spencer     | HRC-Honda         | 56:17.46          | 1                 | 15     |
| 2   | Kenny Roberts       | Marlboro-Yamaha   | +0.55             | 2                 | 12     |
| 3   | Takazumi Katayama   | HRC-Honda         | +32.45            | 4                 | 10     |
| 4   | Randy Mamola        | HB-Suzuki         | +1:05.20          | 5                 | 8      |
| 5   | Franco Uncini       | HB-Gallina-Suzuki | +1:15.62          | 9                 | 6      |
| 6   | Eddie Lawson        | Marlboro-Yamaha   | +1:17.48          | 7                 | 5      |
| 7   | Marc Fontan         | Sonauto-Yamaha    | +1:33.20          | 10                | 4      |
| 8   | Jack Middelburg     | Honda             | +1 ronde          | 12                | 3      |
| 9   | Sergio Pellandini   | Suzuki            | +1 ronde          | 13                | 2      |
| 10  | Keith Huewen        | Suzuki            | +1 ronde          | 14                | 1      |
| 11  | Boet van Dulmen     | Suzuki            | +1 ronde          | 16                |        |
| 12  | Giovanni Pelletier  | Honda             | +1 ronde          | 22                |        |
| 13  | Didier de Radiguès  | Honda             | +1 ronde          | 23                |        |
| 14  | Gustav Reiner       | Suzuki            | +1 ronde          | 21                |        |
| 15  | Steve Parrish       | Yamaha            | +1 ronde          | 17                |        |
| 16  | Fabio Biliotti      | Honda             | +1 ronde          | 26                |        |
| 17  | Philippe Coulon     | Suzuki            | +1 ronde          | 24                |        |
| 18  | Christophe Guyot    | Suzuki            | +2 ronden         | 15                |        |
| 19  | Corrado Tuzii       | Honda             | +2 ronden         | 27                |        |
| 20  | Francisco Rico      | Suzuki            | +2 ronden         | 25                |        |
| 21  | Carlos Morante      | Yamaha            | +2 ronden         | 28                |        |
| 22  | Alfons Amerschläger | Suzuki            | +3 ronden         | 29                |        |
| 23  | José Parra          | Suzuki            | +5 ronden         | 31                |        |
| DNF | Andreas Hofmann     | Suzuki            |                   | 19                |        |
| DNF | Raymond Roche       | Honda             | Versnellingsbak 8 | Versnellingsbak 8 |        |
| DNF | Wolfgang von Muralt | Suzuki            |                   | 20                |        |
| DNF | Ron Haslam          | HRC-Honda         | Val               | 3                 |        |
| DNF | Marco Grino         | Suzuki            |                   | 30                |        |
| DNF | Marco Greco         | Suzuki            | Val               | 18                |        |
| DNF | Marco Lucchinelli   | HRC-Honda         | Krukas            | 6                 |        |
| DNF | Leandro Becheroni   | Suzuki            |                   |                   |        |
| DNQ | Barry Sheene        | Suzuki            |                   |                   |        |
| DNQ | Toni Mang           | HB-Suzuki         | Blessure          | Blessure          |        |
| DNQ | Loris Reggiani      | HB-Gallina-Suzuki | Blessure          | Blessure          |        |
| DNQ | Jon Ekerold         | Cagiva            | Niet aanwezig     | Niet aanwezig     |        |
| DNQ | Virginio Ferrari    | Cagiva            | Niet aanwezig     | Niet aanwezig     |        |
| DNQ | Paolo Ferretti      | Suzuki            | Niet aanwezig     | Niet aanwezig     |        |

### Top tien tussenstand 500cc-klasse
| Pos. | Coureur           | Merk              | Ptn. |
| ---- | ----------------- | ----------------- | ---- |
| 1    | Freddie Spencer   | HRC-Honda         | 68   |
| 2    | Kenny Roberts     | Marlboro-Yamaha   | 47   |
| 3    | Randy Mamola      | HB-Suzuki         | 30   |
| 4    | Takazumi Katayama | HRC-Honda         | 28   |
| 5    | Marco Lucchinelli | HRC-Honda         | 25   |
| 6    | Marc Fontan       | Sonauto-Yamaha    | 24   |
| 6    | Franco Uncini     | HB-Gallina-Suzuki | 24   |
| 8    | Ron Haslam        | HRC-Honda         | 20   |
| 8    | Eddie Lawson      | Marlboro-Yamaha   | 20   |
| 10   | Raymond Roche     | Honda             | 15   |

## 250cc-klasse
Martin Wimmer leidde na de start de kopgroep met Hervé Guilleux, Didier de Radiguès, Christian Sarron, Sito Pons, Alan Carter, Jean-Louis Guignabodet en Bruno Lüscher. Die twee laatsten vielen echter samen en even later gebeurde dat ook met Carter. Na een tijdje ging het gevecht om de leiding tussen Sarron en De Radiguès en weer wat later tussen Pons en Guilleux, die elkaar regelmatig uitremden. Uiteindelijk viel Pons terug in de groep met Wimmer en Sarron, terwijl De Radiguès en Guilleux aan de leiding gingen. In de 24e ronde kon De Radiguès niet meer schakelen en Guilleux won met 5 seconden voorsprong op Sarron. Die had het geluk achterblijver Manfred Herweh net voorbij te kunnen, terwijl die zijn landgenoot Wimmer juist in de weg zat. 

### Uitslag 250cc-klasse
| Pos | Coureur                | Merk              | Tijd              | Grid              | Punten |
| --- | ---------------------- | ----------------- | ----------------- | ----------------- | ------ |
| 1   | Hervé Guilleux         | Kawasaki          | 48:58.970         | 4                 | 15     |
| 2   | Christian Sarron       | Sonauto-Yamaha    | +5.020            |                   | 12     |
| 3   | Martin Wimmer          | Mitsui-Yamaha     | +5.59             | 3                 | 10     |
| 4   | Sito Pons              | JJ Cobas-Rotax    | +5.91             | 7                 | 8      |
| 5   | Thierry Espié          | Chevallier-Yamaha | +11.53            | 10                | 6      |
| 6   | Jean-François Baldé    | Chevallier-Yamaha | +12.12            | 1                 | 5      |
| 7   | Carlos Lavado          | Venemotos-Yamaha  | +12.79            | 6                 | 4      |
| 8   | Donnie Robinson        | Mitsui-Yamaha     | +13.76            |                   | 3      |
| 9   | Carlos Cardús          | JJ Cobas-Rotax    | +20.69            |                   | 2      |
| 10  | Iván Palazzese         | Venemotos-Yamaha  | +20.77            |                   | 1      |
| 11  | Jean-Louis Tournadre   | Sonauto-Yamaha    | +26.97            |                   |        |
| 12  | Roland Freymond        | Armstrong-Rotax   | +50.32            |                   |        |
| 13  | Guy Bertin             | MBA               | +50.60            |                   |        |
| 14  | Massimo Matteoni       | Yamaha            | +52.43            |                   |        |
| 15  | Reinhold Roth          | Fath-Yamaha       | +55.07            |                   |        |
| 16  | Michel Siméon          | Yamaha            | +56.23            |                   |        |
| 17  | Luis Miguel Reyes      | JJ Cobas-Rotax    | +1:03.29          |                   |        |
| 18  | Jacques Bolle          | Yamaha            | +1:13.81          |                   |        |
| 19  | Domingo Gil            | Yamaha            | +1:19.89          |                   |        |
| 20  | Bernard Fau            | Yamaha            | +1:30.27          |                   |        |
| 21  | Manfred Herweh         | Real-Rotax        | +1 ronde          |                   |        |
| 22  | Jean-Michel Mattioli   | Sonauto-Yamaha    | +1 ronde          |                   |        |
| 23  | Alan North             | Yamaha            | +1 ronde          |                   |        |
| 24  | Antonio García         | Yamaha            | +1 ronde          |                   |        |
| DNF | Didier de Radiguès     | Chevallier-Yamaha | Versnellingsbak 2 | Versnellingsbak 2 |        |
| DNF | Patrick Fernandez      | Bimota-Bartol     |                   |                   |        |
| DNF | Mar Schouten           | MBA               | Carburateur       | 22                |        |
| DNF | Alan Carter            | Mitsui-Yamaha     | Val               | 8                 |        |
| DNF | Thierry Rapicault      | Sonauto-Yamaha    |                   |                   |        |
| DNF | Bruno Lüscher          | Yamaha            | Val               | 5                 |        |
| DNF | Christian Estrosi      | Pernod            |                   |                   |        |
| DNF | Donnie McLeod          | Yamaha            |                   |                   |        |
| DNF | Jean-Louis Guignabodet | Yamaha            | Val               | 9                 |        |
| DNQ | Maurizio Vitali        | MBA               |                   |                   |        |
| DNQ | Tony Head              | Armstrong-Rotax   |                   |                   |        |
| DNQ | Jacques Cornu          | Hostettler-Yamaha | Afwezig           |                   |        |

### Top tien tussenstand 250cc-klasse
| Pos. | Coureur             | Merk              | Ptn. |
| ---- | ------------------- | ----------------- | ---- |
| 1    | Carlos Lavado       | Venemotos-Yamaha  | 38   |
| 2    | Didier de Radiguès  | Chevallier-Yamaha | 32   |
| 3    | Hervé Guilleux      | Kawasaki          | 30   |
| 4    | Patrick Fernandez   | Bimota-Bartol     | 25   |
| 5    | Jacques Cornu       | Hostettler-Yamaha | 24   |
| 5    | Jean-François Baldé | Chevallier-Yamaha | 24   |
| 7    | Martin Wimmer       | Mitsui-Yamaha     | 21   |
| 8    | Thierry Espié       | Chevallier-Yamaha | 20   |
| 9    | Thierry Rapicault   | Sonauto-Yamaha    | 16   |
| 9    | Christian Sarron    | Sonauto-Yamaha    | 16   |

## 125cc-klasse
Maurizio Vitali had als snelste getraind en nam in de race de leiding van een kopgroep met Ángel Nieto, Eugenio Lazzarini, Pier Paolo Bianchi en Johnny Wickström. Halverwege de race kwam Bianchi aan de leiding en Wickström reed op de tweede plaats tot zijn motor de geest gaf. Vier ronden voor het einde vond Nieto het wel genoeg en samen met teamgenoot Lazzarini begon hij een voorsprong op te bouwen, die echter niet groot werd, want Bianchi werd derde met minder dan een halve seconde achterstand. 

### Uitslag 125cc-klasse
| Pos | Coureur                | Merk      | Tijd      | Grid | Punten |
| --- | ---------------------- | --------- | --------- | ---- | ------ |
| 1   | Ángel Nieto            | Garelli   | 46:42.95  | 6    | 15     |
| 2   | Eugenio Lazzarini      | Garelli   | +0.26     | 3    | 12     |
| 3   | Pier Paolo Bianchi     | Sanvenero | +0.45     | 7    | 10     |
| 4   | Maurizio Vitali        | MBA       | +14.46    | 1    | 8      |
| 5   | Bruno Kneubühler       | MBA       | +25.22    | 4    | 6      |
| 6   | Hans Müller            | Seel-MBA  | +28.98    | 2    | 5      |
| 7   | Stefano Caracchi       | MBA       | +36.18    | 9    | 4      |
| 8   | Willy Pérez            | MBA       | +40.31    | 5    | 3      |
| 9   | Henk van Kessel        | MBA       | +48.21    | 11   | 2      |
| 10  | Ricardo Tormo          | MBA       | +1:04.67  |      | 1      |
| 11  | Jean-Claude Selini     | MBA       | +1:04.84  |      |        |
| 12  | Giuseppe Ascareggi     | MBA       | +1:10.34  |      |        |
| 13  | Hugo Vignetti          | MBA       | +1:33.27  |      |        |
| 14  | Esa Kytölä             | MBA       | +1 ronde  |      |        |
| 15  | Anton Straver          | MBA       | +1 ronde  | 25   |        |
| 16  | Antonio Boronat        | MBA       | +1 ronde  |      |        |
| 17  | Jacky Hutteau          | MBA       | +1 ronde  |      |        |
| 18  | Paul Bordes            | MBA       | +1 ronde  |      |        |
| 19  | Per-Edvard Carlsson    | MBA       | +2 ronden |      |        |
| 20  | Ángel del Pozo         | MBA       |           |      |        |
| 21  | Erich Klein            | MBA       |           |      |        |
| 22  | Chris Baert            | MBA       |           |      |        |
| 23  | Thomas Møller-Pedersen | MBA       |           |      |        |
| DNF | Johnny Wickström       | MBA       | Motor     | 10   |        |
| DNF | Libero Piccirillo      | MBA       |           | 8    |        |
| DNF | Stefan Dörflinger      | MBA       |           |      |        |
| DNF | Hans Spaan             | MBA       |           | 26   |        |
| DNQ | Jikka Jaakkola         | MBA       |           |      |        |
| DNQ | Ezio Gianola           | MBA       |           |      |        |
| DNQ | Lucio Pietroniro       | MBA       |           |      |        |
| DNQ | Gerhard Waibel         | Seel-MBA  |           |      |        |
| DNQ | August Auinger         | MBA       | Afwezig   |      |        |
| DNQ | Fausto Gresini         | MBA       | Afwezig   |      |        |

### Top tien tussenstand 125cc-klasse
| Pos. | Coureur            | Merk      | Ptn. |
| ---- | ------------------ | --------- | ---- |
| 1    | Ángel Nieto        | Garelli   | 45   |
| 2    | Eugenio Lazzarini  | Garelli   | 36   |
| 3    | Ricardo Tormo      | MBA       | 24   |
| 3    | Bruno Kneubühler   | MBA       | 24   |
| 3    | Maurizio Vitali    | MBA       | 24   |
| 6    | Pier Paolo Bianchi | Sanvenero | 20   |
| 7    | Jean-Claude Selini | MBA       | 14   |
| 8    | Ezio Gianola       | MBA       | 10   |
| 9    | Fausto Gresini     | MBA       | 9    |
| 9    | Hans Müller        | Seel-MBA  | 9    |

## 50cc-klasse
Tijdens de training in Spanje had het nog geregend en Stefan Dörflinger hoopte ook op regen in de race. Hij had namelijk een flinke griep en hoefde zo niet voluit te gaan. De regen bleef echter uit en er kwam dan ook geen echte strijd om de eerste plaats. Eugenio Lazzarini had na twee ronden al 10 seconden voorsprong en op de finish bijna het dubbele. George Looijesteijn leek te profiteren van de ziekte van Dörflinger, want hij reed aanvankelijk op de tweede plaats. In de vierde ronde werd hij gepasseerd door Dörflinger en later ook door Jorge Martínez, Claudio Lusuardi en Gerhard Bauer. Martínez en Lusuardi zorgden voor de meeste spanning en finishten slechts 0,09 seconde na elkaar. Lazzarini had nu aan drie tweede plaatsen genoeg om wereldkampioen te worden.

### Uitslag 50cc-klasse
| Pos | Coureur               | Merk         | Tijd      | Grid | Punten |
| --- | --------------------- | ------------ | --------- | ---- | ------ |
| 1   | Eugenio Lazzarini     | Garelli      | 34:51.30  | 1    | 15     |
| 2   | Stefan Dörflinger     | Kreidler     | +19.35    | 2    | 12     |
| 3   | Jorge Martínez        | Bultaco      | +27.80    | 4    | 10     |
| 4   | Claudio Lusuardi      | Villa        | +27.89    | 8    | 8      |
| 5   | Gerhard Bauer         | Ziegler      | +29.13    | 3    | 6      |
| 6   | George Looijesteijn   | Kreidler     | +29.34    | 6    | 5      |
| 7   | Hans Spaan            | Kreidler     | +37.98    | 7    | 4      |
| 8   | Daniel Mateos         | Kreidler     | +1:07.99  | 9    | 3      |
| 9   | Hagen Klein           | FKN-Kreidler | +1:19.86  |      | 2      |
| 10  | Rainer Kunz           | FKN-Kreidler | +1:41.17  |      | 1      |
| 11  | Paul Rimmelzwaan      | Roton        | +1:56.35  | 10   |        |
| 12  | Yves le Toumelin      | TYL          | +1 ronde  |      |        |
| 13  | Paul Bordes           | Moto 2L      | +1 ronde  |      |        |
| 14  | Joaquin Gali          | Bultaco      | +1 ronde  |      |        |
| 15  | Ramon Gali            | Bultaco      | +1 ronde  |      |        |
| 16  | Ian McConnachie       | Rudge        | +2 ronden |      |        |
| 17  | Henrique Sande        | Moda         |           |      |        |
| 18  | Chris Baert           | Kreidler     |           |      |        |
| 19  | Jean-François Verdier | Derbi        |           |      |        |
| DNF | Theo Timmer           | Casal        | Val       | 5    |        |
| DNF | Gerhard Singer        | Kreidler     |           |      |        |
| DNQ | Ingo Emmerich         | Kreidler     |           |      |        |
| DNQ | Rainer Scheidauer     | Kreidler     |           |      |        |

### Top tien tussenstand 50cc-klasse
| Pos. | Coureur             | Merk         | Ptn. |
| ---- | ------------------- | ------------ | ---- |
| 1    | Eugenio Lazzarini   | Garelli      | 54   |
| 2    | Stefan Dörflinger   | Kreidler     | 42   |
| 3    | George Looijesteijn | Kreidler     | 28   |
| 4    | Hagen Klein         | FKN-Kreidler | 21   |
| 5    | Claudio Lusuardi    | Villa        | 20   |
| 6    | Gerhard Bauer       | Ziegler      | 16   |
| 7    | Hans Spaan          | Kreidler     | 15   |
| 8    | Ingo Emmerich       | Kreidler     | 14   |
| 9    | Jorge Martínez      | Bultaco      | 10   |
| 10   | Reiner Scheidhauer  | Kreidler     | 8    |

## Trivia

### Barry Sheene
Barry Sheene was privérijder geworden, maar voor de GP des Nations had hij via Suzuki-Britain een fabrieks-Suzuki XR 40 uit 1982 gekregen. In Duitsland stond die machine ook in zijn tent, maar hij kreeg geen toestemming om ermee te starten. De opdracht was gekomen van Suzuki in Japan. Toen hij voor de Spaanse Grand Prix ook geen toestemming kreeg om de fabrieksracer te gebruiken weigerde hij af te reizen. 

### Organisatie
Zoals wel vaker liet de Spaanse organisatie een aantal steken vallen. De teams en coureurs waren al eerder geconfronteerd met een staking van de Spaanse douane, waardoor een aantal de eerste trainingen misten. Bovendien werd er ook nog een training zonder opgaaf van redenen afgelast. Teams en toeleveranciers (zoals bandenfirma's) kregen te weinig rennerskwartierkaarten en de vrachtauto van Dunlop mocht niet achter het rennerskwartier staan, zodat het werken bijna onmogelijk werd gemaakt.
1950 · 1951 · 1952 · 1953 · 1954 · 1955 · 1957 · 1958 · 1959 · 1960 · 1961 · 1962 · 1963 · 1964 · 1965 · 1966 · 1967 · 1968 · 1969 · 1970 · 1971 · 1972 · 1973 · 1974 · 1975 · 1976 · 1977 · 1978 · 1979 · 1980 · 1981 · 1982 · 1983 · 1984 · 1985 · 1986 · 1987 · 1988 · 1989 · 1990 · 1991 · 1992 · 1993 · 1994 · 1995 · 1996 · 1997 · 1998 · 1999 · 2000 · 2001 · 2002 · 2003 · 2004 · 2005 · 2006 · 2007 · 2008 · 2009 · 2010 · 2011 · 2012 · 2013 · 2014 · 2015 · 2016 · 2017 · 2018 · 2019 · 2020 · 2021 · 2022 · 2023 · 2024 · 2025